# Faluház

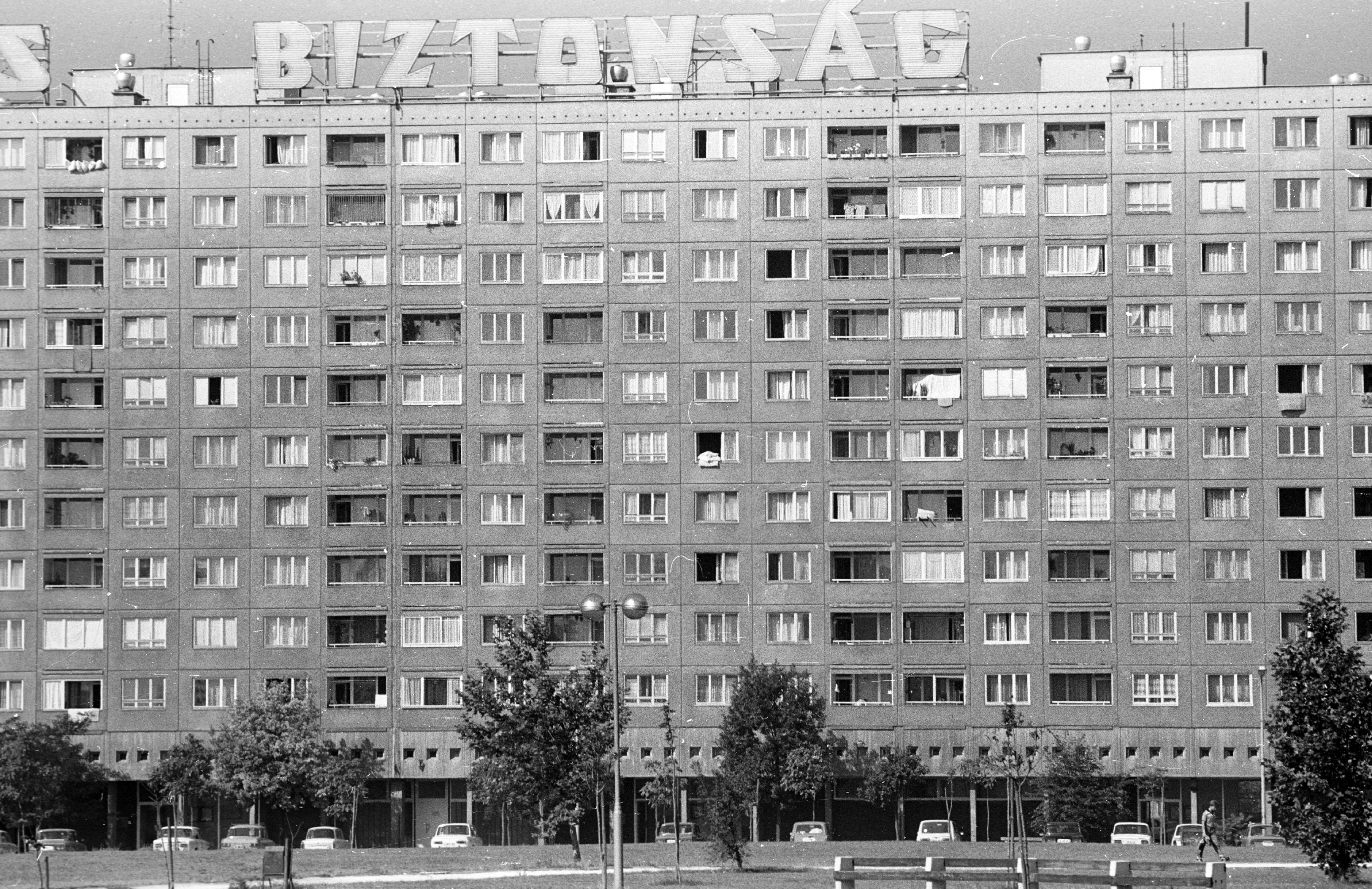
Faluház vom Florián tér aus gesehen, 1987

Das Faluház (deutsch Dorfhaus) ist ein Wohnhaus im Stadtteil Óbuda im III. Bezirk von Budapest. Mit 884 Wohneinheiten und mehr als 3000 Einwohnern ist der Plattenbau das größte Wohngebäude Ungarns.

## Lage und Beschreibung

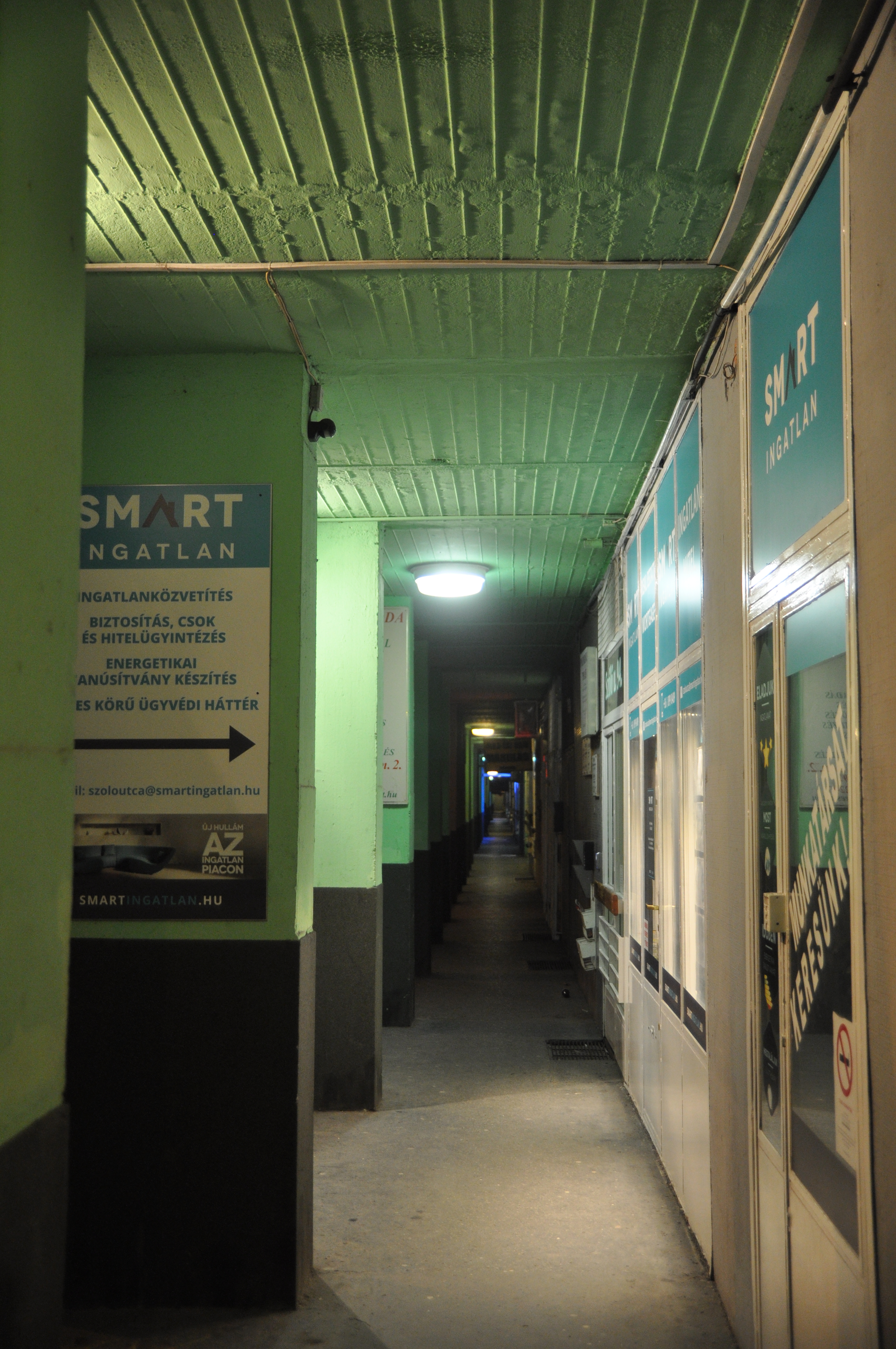
Eingangspassage, 2017

Das Faluház liegt im Zentrum Óbudas an der Westseite des Flórián tér, knapp einen Kilometer von der Árpádbrücke entfernt. Es bildet einen eigenen Häuserblock, der von Osten von der Szőlő utca, von Westen von der Solymár utca, von Süden von der Kiscelli utca und von Norden von der Vörösvári út begrenzt wird. Die Adresse lautet Szőlő utca 66–94; an dieser Straße befinden sich die Haupteingänge und ein Parkplatz.
Das Gebäude ist 315 Meter lang und hat zehn Geschosse mit insgesamt 43.500 m² Wohnfläche. Der Großteil der Wohnungen sind Eigentumswohnungen. Im Erdgeschoss befinden sich neben Garagen kleine Gewerbe und Läden, die durch Säulen und einen schmalen Gang von der Straße getrennt sind. Das Faluház hat keine Balkone, sondern Loggien, sodass eine nahezu bündige Fassade entsteht. Diese war ursprünglich grau, wurde aber im Zuge der Renovierung 2009 weiß, grün und blau gestrichen. Sie gleicht seitdem einem Pixelbild, für das ein Foto von Weintrauben als Vorbild gedient haben soll.

## Geschichte
Das Faluház wurde 1970 in Plattenbauweise gebaut. In dieser Zeit erlebte der Óbuda einen grundlegenden Wandel, als viele der alten und nicht isolierten Häuser den größeren und moderneren Plattenbauten weichen mussten. Zu den ersten Bewohnern zählten vor allem Werft- und Textilarbeiter. Nach dem politischen Systemwechsel ging das Wohneigentum in den 1990er-Jahren vom Staat auf die Bewohner über.
Das Gebäude war ursprünglich auf eine Nutzungsdauer von 50 bis 60 Jahren ausgelegt. Trotz einer ersten Sanierung 2003, seit der die Räume eigene Heizungsregler haben, entwickelten sich die schlechte Wärmedämmung und die hohen Heizkosten allmählich zu einem Problem für die Bewohner. Ab 2006 wurde daher die Renovierung des Gebäudes geplant, die zwischen Juli und Dezember 2009 innerhalb von sechs Monaten unter Leitung des Architekten Gábor Szokolyai durchgeführt wurde. Dabei wurden unter anderem eine zehn Zentimeter dicke Außendämmung, neue Kunststofffenster und Sonnenkollektoren mit einer Fläche von 1500 Quadratmetern am Gebäude angebracht. Dadurch reduzierten sich die Heizkosten für die Bewohner um die Hälfte und die Kosten für Warmwasser um etwa 30 Prozent. Die Renovierungskosten in Höhe von 1,2 Milliarden Forint wurden großteils von der Europäischen Union, der Bezirksverwaltung und dem Staat getragen. Der Eigenanteil der Wohngemeinschaft betrug 27 Prozent. Das Projekt weckte auch außerhalb Ungarns Interesse; so besichtigte 2010 eine Delegation aus Aserbaidschan das Faluház.